# Flore (torpilleur)
Pour les articles homonymes, voir Flore (homonymie).
La Flore est un torpilleur construit pour la marine française entre 1934 et 1935. Le navire appartenait à la classe La Melpomène, connue pour des problèmes de stabilité et de navigabilité,.

## Conception
La Flore était un petit torpilleur, d’une longueur de 80,7 m,, une largeur de 7,96 m et un tirant d'eau de 3,07 m,. Son déplacement était de 680 tonnes à charge normale et 895 tonnes en pleine charge. Sa propulsion reposait sur deux chaudières Indret au fioul, deux turbines à vapeur à engrenage Rateau-Bretagne, et deux arbres d'hélice terminés par une hélice tripale. Sa puissance de 22000 ch lui donnait une vitesse maximale de 34,5 noeudsn. Il emportait jusqu’à 170 tonnes de combustible, lui donnant une autonomie de 1000 milles marins à 20 nœuds. Son armement se composait de 2 canons de 100 mm/45 en 2 tourelles simples, approvisionnés à 150 coups, 4 mitrailleuses Hotchkiss de 13,2 mm modèle 1929 antiaériennes (2 x 2 canons jumelés), 2 tubes lance-torpilles de 550 mm en un affût double, un grenadeur de sillage,, avec 10 grenades anti-sous-marines et une torpille remorquée Ginocchio anti-sous-marine,. Son équipage était de 92 hommes : 5 officiers, 12 officiers mariniers, 75 quartiers-maîtres et matelots.

## Carrière
La Flore a été construite par les Ateliers et chantiers de Bretagne à Nantes. Sa quille est posée le 26 mars 1934,,. Elle est lancée le 5 mars 1935, (ou le 4 mai 1935 selon d’autres sources,). Lors de ses essais en mer, le 13 juin 1936, une partie de l’armement (canons et tubes lance-torpilles) n’avait pas encore été installée. La Flore est mise en service le 25 novembre 1936, (ou le 27 janvier 1937 selon d’autres sources,.
Après sa mise en service, elle intègre la 12e division de torpilleurs (DT) à Bizerte. Pendant la guerre d'Espagne, elle assure la surveillance des ports espagnols,. Le 10 juin 1939 est créée, à Lorient, une cinquième escadre avec une 14e division de torpilleurs. La Flore en fait partie avec le Bouclier, un autre torpilleur de sa classe. Les deux navires ont pour mission l'escorte des convois côtiers.
Au début de la Seconde Guerre Mondiale, la Flore est encore à Lorient à la 14e DT. Elle mène des opérations en Hollande et à Flessingue, où elle escorte des transports de troupes, puis elle participe à l'évacuation de Dunkerque en mai 1940. Le 17 juin 1940, elle participe à la défense de Carentan,. Elle se réfugie à Portsmouth, où elle est capturée par les Britanniques le 3 juillet 1940,,,,. Elle est théoriquement restituée aux Forces navales françaises libres (FNFL) le 31 août 1940. En fait elle est armée par la Royal Navy, dans un premier temps au sein de la 23rd Destroyer Flottila (23e Flottille de Destroyers) sous le nom de H63. Elle sert ensuite comme annexe du HMS Osprey à partir d'avril 1942. Le 11 septembre 1943, elle heurte une épave et perd son dôme ASDIC. Elle est ensuite utilisée (à partir de juillet 1943) essentiellement comme navire-école, à Hartlepool,,.
Une fois la guerre finie, elle est restituée à la France et retourne à Cherbourg le 9 septembre 1945, mais elle reste désarmée à Cherbourg,,. Condamnée le 31 août 1950, (elle devient la coque Q 115), elle est vendue pour la ferraille à Lorient et est démolie à Lanester en 1967.